# Glock (podjetje)
Glock Ges.m.b.H. oz. Glock (družba z omejeno odgovornostjo) (pravno zaščitena pod imenom GLOCK) je proizvajalec orožja s sedežem v Deutsch-Wagram v Avstriji. Imenuje se po priimku ustanovitelja podjetja, Gastonu Glocku. Podjetje je najbolj znano po pištolah s polimernim okvirjem lastne izdelave. Njihov obseg proizvodnje izdelkov zajema proizvodnjo nožev in rezil, orodja za izkopavanje, ter oblačil.
Glockove Kratkocevne pištole, po celotnem svetu uporabljajo oborožene sile, prekrškovni in pravosodni organi, organi kazenskega pregona, ter različne organizacije za splošno ali zasebno varovanje. Velika večina pravosodnih in prekrškovnih organov, ter organi kazenskega pregona v ZDA, uporabljajo kratkocevna orožja, ki jih je izdelalo podjetje GLOCK. V določenih državah po svetu, so pištole podjetja glock izredno priljubljena, za namen samoobrambe, ter vadbe streljanja v tarčo. Podjetje tudi sponzorira tekmovalno strelsko ekipo. Od leta 2014, podjetje ponuja več kot 26 modelov pištol kratke cevi, v treh velikostih. Ponujajo tudi sedem vrst nabojnikov, ter tri tipe kalibrov naboja ali metkov. 

## Izdelki

### Kratkocevno orožje
Kratkocevna orožja podjetja Glock, po celotnem svetu, kot pomožna orožja, najbolj pogosto uporabljajo prekrškovni in pravosodni organi, ter organi kazenskega pregona, kot tudi oborožene sile in vojaške organizacije. Med občani so najbolj pogosto uporabljena za namen samoobrambe, obrambo in preprečitev ropa, ter odprtega ali skritega prenašanja orožja. Ugled pištol podjetja lahko pripišemo k njihovim dobrim lastnostim, saj so zmožne delovati pod ekstremnimi pogoji, možno je sprožanje več vrst nabojev, (9mm, 10mm, .40 S&W, .45 ACP, .45 GAP, .357 SIG, .380 ACP;  hkrati pa so dajo prilagoditi željam uporabnika ali lastnika. Z nabavo kompleta za predelavo, je tudi možna predelava orožja za izstrelitev   22 LR .400 Corbon, .40 Super, ter .50 GI nabojev. K zanesljivosti prispevata tudi preprosta zasnova in način delovanja, saj vsebuje manjše število sestavnih komponent (skoraj polovico manj, v primerjavi s standarnim kratkocevnim orožjem), ki so za povrh zlahka zamenljive, brez predhodnega usmerjanja ali prilagajanja, kar pa posledično olajša vzdrževanje, ter zmanjša stroške popravil. 10. Decembra, 2019, je podjetje predstavilo svoj prvi produkcijski model .22 kalibrskega orožja, Glock 44.
Polimerni okvir glocka 44 je lažji od standardnih orožij z aluminijastim okvirjem, kar pa je dobra lastnost za uporabnike, ki za daljša obdobja nosijo orožje, kot npr. policiste, vojake, ter uporabnike orožja za namene samoobrambe. Sprožilec je edini operativni element; vse tri varnostne naprave na orožju se sprostijo, kadar se sprožilec pritisne. Ponovno se aktivirajo, takoj ko je sprožilec spuščen oz. sproščen. Glockove pištole nimajo drugih ročno nastavljenih varnostnih nastavitev (v primerjavi z orožji drugih znamk, ki imajo kot varnostno nastavitev varnostno ročico ali gumb). Druge zunanje komponente, ločene od sprožilca so: povratni mehanizem z drsečo ročico; zaklep nabojnika, ter drseči zaklep za razstavitev orožja. Slednje pripomore k lažji uporabi , ter prepreči potencialni zastoj ali napako med uporabo orožja v samoobrambi ali pa stresni situaciji. Večina jeklenih komponent je kemično obdelanih, s procesom nitriranja, ki pa poveča površinsko trdoto, ter odpornost na obrabo. Nitriranje tudi pripomore k odpornosti rjavenja oz. oksidacije jeklenih komponent.

### Noži
Podjetje Glock trenutno proizvaja dva modela |nožev in sicer: Model Feldmesser 78 (Terenski nož 78), ter Model Feldmesser 81 (Terenski nož 81). 
Model 78 je tradicionalen tip noža s 165mm dolgim rezilom, ter skupno dolžino 290 mm. Teža noža znaša 206 gramov. Model noža Feldmesser 81 ima iste dimenzije, vendar z dodatkom žagastega zobovja na hrbtni strani rezila. V primerjavi z modelom noža Feldmesser 78, je zanemarljivo lažji in sicer za 4 gram. Torej teža noža modela Feldmesser 81 znaša 202 grama. 
Ročaji in oprijemala nožev so izdelani iz polimerjev. Na voljo so v treh specifičnih barvnih odtenkih: Olivno-siva, peščena, ter črna. Leta 2016 je podjetje Glock predstavilo posodobljeno različico modela Feldmesser 81, z dodatkom novega sivega odtenka. Podjetje Glock planira ukiniti proizvodnjo noža modela Feldmesser 78, razen v črni izvedbi.

### Orodje za izkopavanje
Glock Feldspaten je orodje za izkopavanje. Izdelali in prvič uporabili so ga Poljaki. 
Namenjen je bil za vojaške namene ter preživetje v naravi. Izdelan je iz kovinskega rezila, ki na sebi nosi tri funkcije – možnost izkopavanja, sekanja in žaganja.  Kovinska žagica vsebuje 175 mm (6,9 palca) dolgo ploščo. 
Ročaj je zložljiv in ojačan s steklenimi vlakni prekritimi z najlonom. Lopato in ročaj je mogoče strniti in skrajšati za lažji transport in shranjevanje v paket 260 mm × 150 mm × 60 mm (10 in × 6 in × 2 1⁄2 in). V celoti orodje tehta 650 g. Orodje je opremljeno tudi z najlonsko] torbico za shranjevanje in transport, ki se lahko pritrdi na pas ali nahrbtnik.

## Hčerinska podjetja
Trenutna hčerinska podjetja Glock so:
- Glock America N.V. (Urugvaj)
- Glock, Inc. (ZDA) (ZDA)
- Glock (H.K.) Ltd. (Hong Kong)
- Glock Middle East FZE (Združeni arabski emirati)
- Glock do Brasil S.A. (Brazilija)